# El Aljarafe
El Aljarafe és una comarca situada en la província de Sevilla, a Andalusia. Limita al nord amb la Sierra Norte de Sevilla, a l'est amb la Comarca Metropolitana de Sevilla, al sud amb la Costa Noroeste de Cádiz i a l'oest amb la província de Huelva. El seu nom procedeix de l'àrab que significava alturó o elevació (الارتفا Al Xaraf).

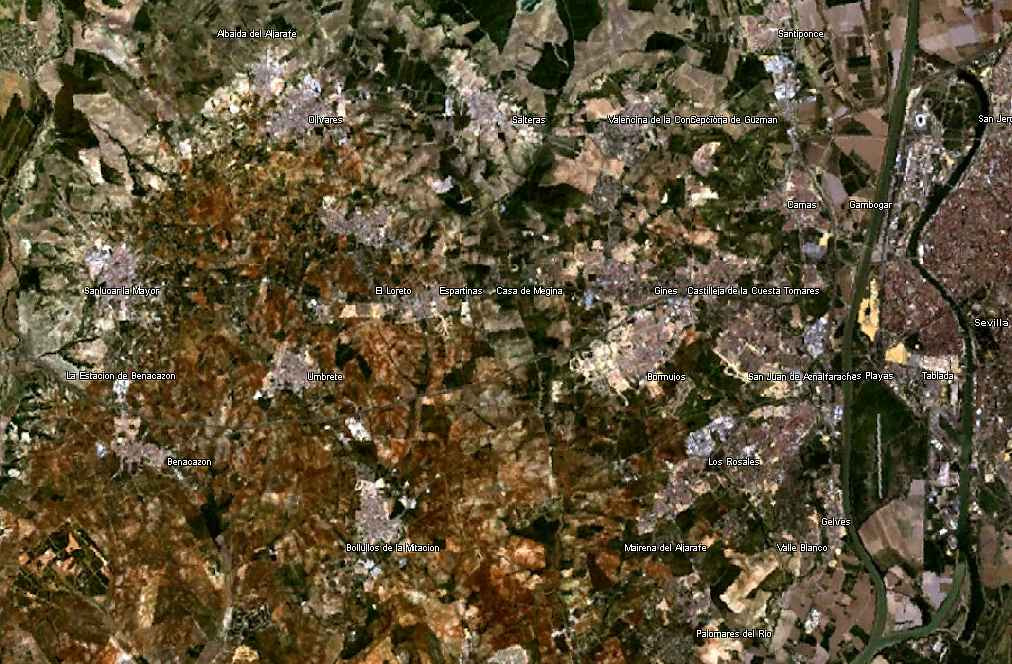
El Aljarafe i l'àrea metropolitana de Sevilla vista per satèl·lit

## Història
La cultura d'El Aljarafe més antiga és la de Tartessos el llegat dels quals més famós és el Tresor del Carambolo, trobat en el lloc del mateix nom proper a Castilleja de la Cuesta pertanyent al municipi de Camas. Els conquistadors romans van anomenar Vergetum (verger) a aquestes terres, que exportaven vi i oli a Roma i altres ciutats de l'imperi. D'aquesta època es conserva el pont romà d'Aznalcázar i alguns mosaics a Castilleja del Campo.
Durant l'època musulmana va arribar un gran desenvolupament socioeconòmic, d'aquesta època es conserven nombrosos vestigis com les torres d'Olivares i Albaida del Aljarafe i nombroses mesquites convertides posteriorment en temples cristians.

## El Aljarafe avui
En menys de 20 anys, el Aljarafe ha passat a ser una conurbació de més de 275.000 habitants, una ciutat dintre de la major aglomeració urbana del sud d'Espanya, Sevilla i la seva àrea metropolitana.
L'origen d'aquest creixement esclata en els anys 1940, quan ciutadans de classe alta de la capital hispalesa van decidir tenir les seves residències en l'afores de la gran ciutat, allunyades de l'aclaparament d'una urbs. Avui dia Aljarafe supera els 275.000 habitants, població superior a moltes de les capitals de província espanyoles. Aquest ràpid creixement ha portat amb si problemes la necessitat de crear nous col·legis, centres de salut, hospitals, i especialment problemes de trànsit a causa del gran nombre de residents que han de desplaçar-se diàriament a la capital per motius de treball.
El pronòstic de futur és similar a un Aljarafe amb mig milió d'habitants en un màxim d'una dècada, en una àrea metropolitana que poc li quedés per a fregar els dos milions d'habitants. Actualment Aljarafe compta amb dotacions pròpies, però encara escasses, hospitals, una universitat privada, estudis de televisió, hotels, port esportiu, centres comercials, entre ells un dels majors centres comercials del sud d'Espanya. Per tot això, les comunicacions cap a Sevilla fan que cada dia els col·lapses diaris de trànsit se succeeixin amb major freqüència i durada.